# راجو بابو
راجو بابو (بالتيلوغوية: రఘు బాబు) هو ممثل هندي، ولد في 24 يونيو 1964 في الهند.

## وصلات خارجية
- راجو بابو على موقع IMDb (الإنجليزية)
- راجو بابو على موقع أول موفي (الإنجليزية)
- راجو بابو على موقع قاعدة بيانات الفيلم (الإنجليزية)
- راجو بابو على موقع كينوبويسك (الروسية)